# Karaulbazar
Karaulbazar è il capoluogo del distretto di Karaulbazar della Regione di Bukhara, in Uzbekistan. Si trova a sud-est di Bukhara a un'altitudine di 237 m s.l.m., aveva 6.400 abitanti al censimento del 1989 e una popolazione stimata di 9.294 abitanti per il 2010.